# Луківська сільська рада (Рожищенський район)
| Луківська сільська рада — орган місцевого самоврядування у Рожищенському районі Волинської області з адміністративним центром у с. Луків. Водоймища на території, підпорядкованій даній раді: річка Стир. Сільській раді підпорядковані населені пункти: - с. Луків - с. Крижівка - с. Незвір |

## Склад ради
Рада складається з 16 депутатів та голови.

### Керівний склад ради
| ПІБ                      | Основні відомості                                                                                   | Дата обрання | Дата звільнення |
| ------------------------ | --------------------------------------------------------------------------------------------------- | ------------ | --------------- |
| Забожчук Лариса Іванівна | Сільський голова, 1968 року народження, освіта, член народної партії                                | 26.03.2006   | 31.10.2010      |
| Забожчук Лариса Іванівна | Сільський голова, 1968 року народження, освіта середня спеціальна, член Української Народної Партії | 31.10.2010   |                 |

Примітка: таблиця складена за даними джерела

## Населення
Згідно з переписом УРСР 1989 року чисельність наявного населення сільської ради становила 1466 осіб, з яких 711 чоловіків та 755 жінок.
За переписом населення України 2001 року в сільській раді мешкало 1237 осіб.

### Мова
Розподіл населення за рідною мовою за даними перепису 2001 року:
| Мова       | Відсоток |
| ---------- | -------- |
| українська | 99,35 %  |
| російська  | 0,40 %   |
| молдовська | 0,16 %   |
| білоруська | 0,08 %   |